# Vespa PK
Die Vespa PK waren zwischen 1983 und 1996 in verschiedenen Hubraumvarianten gebaute Motorroller des italienischen Herstellers Piaggio.

## Modellgeschichte

### Vespa PK
Die Vespa PK wurde 1982 in Mailand als kleinere Ergänzung zur Vespa PX und als Nachfolgerin der Modelle Vespa 50 und Vespa 125 Primavera ET3 präsentiert. Die neuentwickelte, im Vergleich zum Vorgänger größere Karosserie wurde wegen ihrer kantigen Form zunächst kritisch aufgenommen. Die PK war aber durch ihre Größe deutlich komfortabler, allerdings auch schwerer. Während der Bauzeit zwischen 1983 und 1996 gab es mehrere Motor- und Ausstattungsvarianten: Sie war mit einem 50-, 80-, 100- und einem 125-cm³-Zweitaktmotor erhältlich, wobei die 80- und 100-cm³-Motoren nur in bestimmten Ländern angeboten wurden.
Das Standardmodell war die PK 50, kurz danach erschien die PK 50/80/125/S mit Blinkern, Bremslicht und Handschuhfach und später die PK XL (häufig XL 1 und XL 2 genannt) mit innenverriegelten seitlichen Backen und einem Facelift, für das der Lenkkopf, die Kaskade und die Sitzbank abgeändert wurden. Der Namenszusatz Elestart verwies auf einen elektrischen Anlasser. Neben einer 3- oder 4-Gang-Handschaltung war sie ab 1984 erstmals als Automatica (zunächst mit und dann ohne die störanfällige Kupplungshydraulik) mit einer hydraulischen Automatik und Schlitzen in den Seitenhauben lieferbar. Die spätere Plurimatic hatte eine Keilriemenautomatik, die die Kraft besser an das Rad übertrug.
Mit einer verstärkten Kurbelwelle und einem vergrößerten Ansaugtrakt sowie verbesserten Bremsen war die ETS der sportliche Ableger der PK.

### Vespa PK 50 XL 2
Eine letzte Überarbeitung erhielt sie 1990 als PK XL 2 (die Bezeichnung lautete aber weiterhin „XL“). Die XL 2 wurde bis ca. 1996 gebaut. Die XL2 hatte einen neuen Lenker, der einen nicht mehr runden Tachometer hatte. Tragendes Element war nun nicht mehr das Lenkerunterteil, das bei älteren Modellen aus Aluminiumguss war. Diese Aufgabe übernahm nun eine Rohr/Blech Konstruktion innerhalb der Plastikverschalung. Die Anzeige des Tachometers zeigte die Geschwindigkeit bis 80 km/h an. Des Weiteren gab es eine 5-stellige Kilometeranzeige. Integriert war eine Tankanzeige und Kontrollleuchten für Fahrtrichtungsanzeiger, Abblendlicht, Tankreserve und Fernlicht. Eine weitere Veränderung war der in den Lenker integrierte Chokehebel. Der Hebel befand sich leicht zugänglich über dem Bremshebel für die Vorderradbremse. Ein neues Handschuhfach wurde eingefügt in eine leicht modifizierte Karosserie (Heckverkleidung aus Kunststoff); technisch änderte sich die Betätigung der Schaltung mit nun einem einzelnen Schaltdraht anstelle zweier Seilzüge. Die Kupplung der PK XL 2 war durch den Wechsel von Zentralfeder auf mehrere ringsum verteilte Federn in ihrer Wirkungsweise ein Fortschritt. Die XL-2-Kupplung war auch bei stärkeren Motoren nicht überfordert und ließ sich gleichzeitig leichter betätigen.

### Vespa PK 50 HP4
In Italien wurde auf Basis der Vespa PK50 XL(2) eine Sportversion angeboten, die den Namen HP4 trug. Sie hatte einen Aluminiumzylinder, eine Kurbelwelle mit längeren Steuerzeiten und eine höhere Nenndrehzahl. Um die Endgeschwindigkeit nicht zu erhöhen, entschied man sich für die Verwendung einer kürzeren Primärgetriebeübersetzung und einer Drossel im Abgaskrümmer. Das charakteristische Merkmal der HP4 war ihre Monositzbank, die sich nahtlos in die Form des Hecks eingliederte und im Gegensatz zur Doppelsitzbank der deutschen Version für eine sehr kompakte und runde Form sorgte. Zudem wurde ein flaches Rücklicht verbaut.

## Technische Daten im Vergleich
|                           | PK 50                                                      | PK 80                                                      | PK 100                                                     | PK 125                                                     | PK 125 ETS                                                 | PK 50 XL                                                   | PK 50 XL 2                                                 | PK 125 XL                                                  | PK 50 XL Pl                                                | PK 125 XL Pl                                               | PK 125 XL Pl                                               |
| ------------------------- | ---------------------------------------------------------- | ---------------------------------------------------------- | ---------------------------------------------------------- | ---------------------------------------------------------- | ---------------------------------------------------------- | ---------------------------------------------------------- | ---------------------------------------------------------- | ---------------------------------------------------------- | ---------------------------------------------------------- | ---------------------------------------------------------- | ---------------------------------------------------------- |
| Baujahre                  | 1982-1986                                                  | 1982-                                                      | 1982-                                                      | 1982-1986                                                  | 1984-1985                                                  | 1986-1989                                                  | 1989-?                                                     | 1986-1990                                                  | 1992-?                                                     | 1987-1990                                                  | 1991-1996                                                  |
| Präfix der Rahmennummer   | V5X1T                                                      | V8X5T                                                      | V9X2T                                                      | VMX5T                                                      | VMS1T                                                      | V5X3T                                                      | V5X5T                                                      | VMX6T                                                      | V5P1T                                                      | VVM1T                                                      | VMX7T                                                      |
| Motor                     | gebläsegekühlter Einzylinder-Zweitaktmotor, Elektrostarter | gebläsegekühlter Einzylinder-Zweitaktmotor, Elektrostarter | gebläsegekühlter Einzylinder-Zweitaktmotor, Elektrostarter | gebläsegekühlter Einzylinder-Zweitaktmotor, Elektrostarter | gebläsegekühlter Einzylinder-Zweitaktmotor, Elektrostarter | gebläsegekühlter Einzylinder-Zweitaktmotor, Elektrostarter | gebläsegekühlter Einzylinder-Zweitaktmotor, Elektrostarter | gebläsegekühlter Einzylinder-Zweitaktmotor, Elektrostarter | gebläsegekühlter Einzylinder-Zweitaktmotor, Elektrostarter | gebläsegekühlter Einzylinder-Zweitaktmotor, Elektrostarter | gebläsegekühlter Einzylinder-Zweitaktmotor, Elektrostarter |
| Bohrung × Hub             | 38,4 × 43                                                  | 44,5 × 51                                                  | 49 × 51                                                    | 55 × 51                                                    | 55 × 51                                                    | 38,4 × 43                                                  | 38,4 × 43                                                  | 55 × 51                                                    | 38,4 × 43                                                  | 55 × 51                                                    | 55 × 51                                                    |
| Hubraum                   | 49,79 cm³                                                  | 79 cm³                                                     | 96,2 cm³                                                   | 121,1 cm³                                                  | 121,1 cm³                                                  | 49,79 cm³                                                  | 49,79 cm³                                                  | 121,1 cm³                                                  | 49,79 cm³                                                  | 121,1 cm³                                                  | 121,1 cm³                                                  |
| Nennleistung              | 1,1 kW (1,5 PS) bei 4500/min                               | 4 kW (5,4 PS) bei 6000/min                                 | 3,9 kW (5,3 PS)                                            | 5 kW (6,8 PS) bei 5600/min                                 | 6,2 kW (8,4 PS) bei 5600/min                               | 2 kW (2,7 PS) bei 5500/min                                 | 2 kW (2,7 PS) bei 5500/min                                 | 5 kW (6,8 PS) bei 5600/min                                 | 1,8 kW (2,4 PS) bei 6250/min                               | 5 kW (6,8 PS) bei 5600/min                                 | 5,3 kW (7,2 PS) bei 5500/min                               |
| Getriebe                  | Drei- oder Viergang-Schaltgetriebe                         | Drei- oder Viergang-Schaltgetriebe                         | Drei- oder Viergang-Schaltgetriebe                         | Drei- oder Viergang-Schaltgetriebe                         | Drei- oder Viergang-Schaltgetriebe                         | Drei- oder Viergang-Schaltgetriebe                         | Drei- oder Viergang-Schaltgetriebe                         | Drei- oder Viergang-Schaltgetriebe                         | Plurimatik                                                 | Plurimatik                                                 | Plurimatik                                                 |
| Höchstgeschwindigkeit (a) | 40 km/h                                                    | 77 km/h                                                    | ?                                                          | 86 km/h                                                    | 97 km/h                                                    | 50 km/h                                                    | 50 km/h                                                    | 90 km/h                                                    | 45 km/h                                                    | 90 km/h                                                    | 95 km/h                                                    |